# Sankt Valentin
Sankt Valentin osztrák város Alsó-Ausztria Amstetteni járásában. 2023 januárjában 9374 lakosa volt.

## Elhelyezkedése

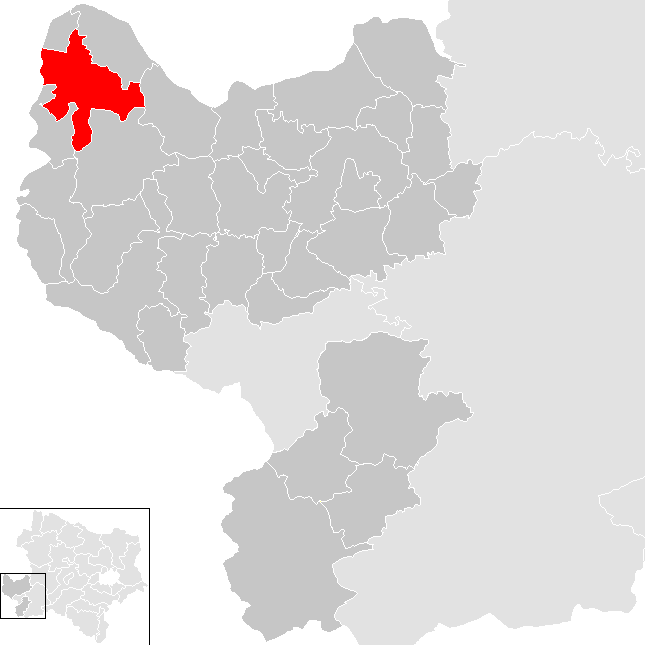
Sankt Valentin az Amstetteni járásban

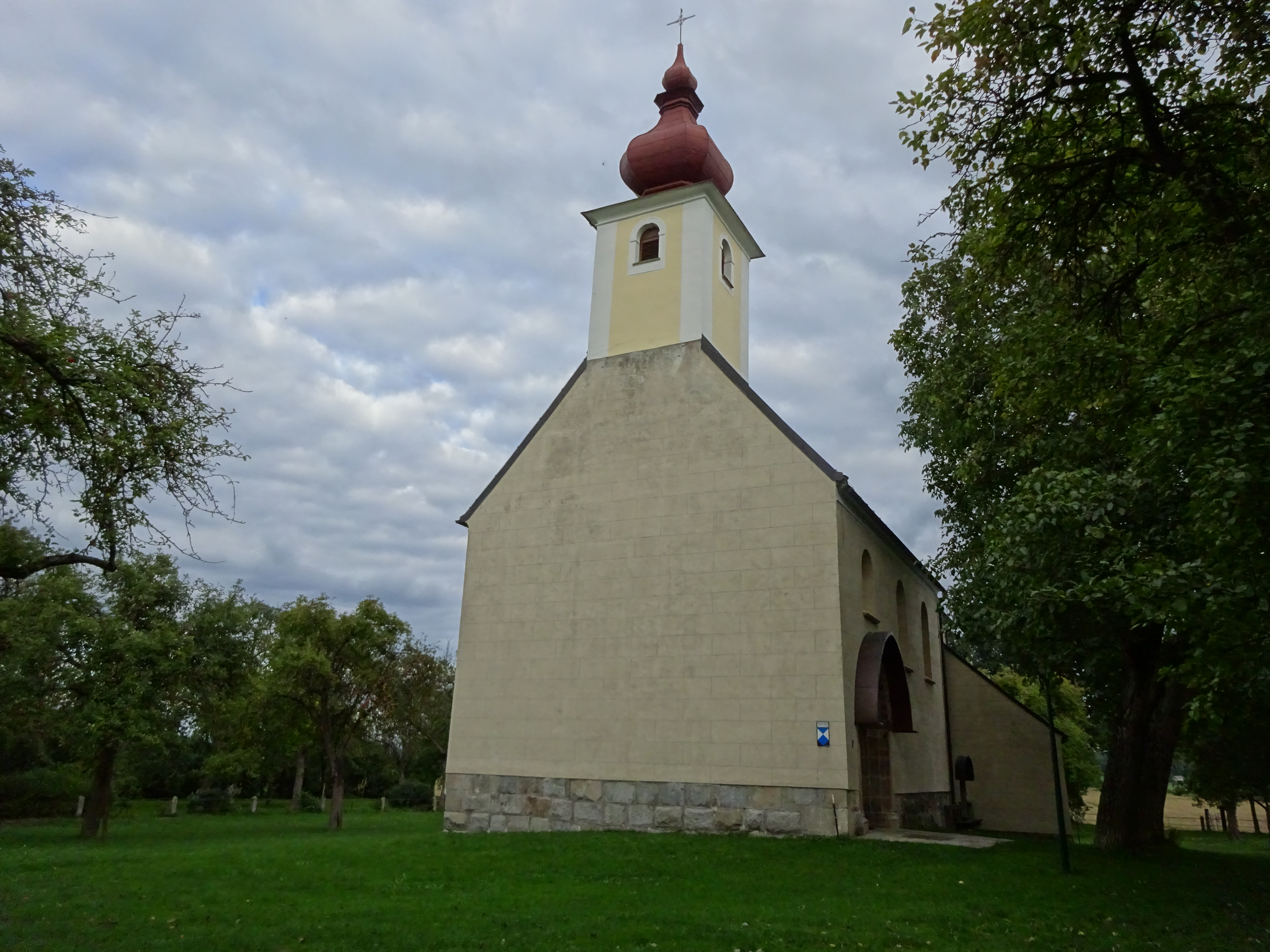
A Mária Magdolna-templom

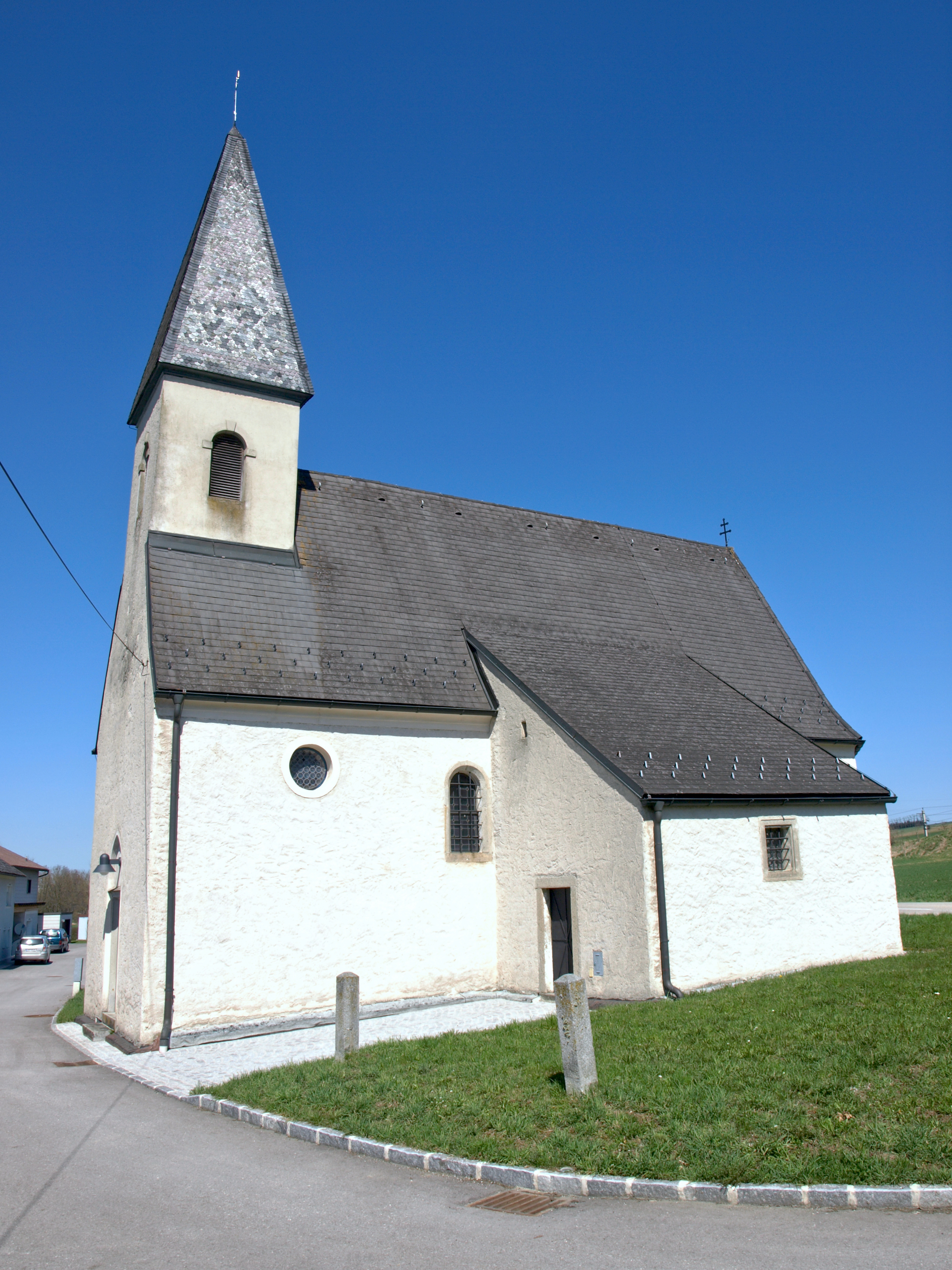
A Szt. András-templom

Sankt Valentin a tartomány Mostviertel régiójában fekszik a Duna és az Enns alkotta zugban, az Erla patak mentén. Területének 12,3%-a erdő, 67,1% áll mezőgazdasági művelés alatt. Az önkormányzathoz egyetlen település tartozik, melynek városrészei a következők: Altenhofen, Endholz, Hofkirchen, Rems, St. Valentin és Thurnsdorf.
A környező önkormányzatok: északnyugatra Ennsdorf, északkeletre Sankt Pantaleon-Erla, keletre Strengberg, délkeletre Haag, délnyugatra Ernsthofen, nyugatra Kronstorf és Enns (utóbbi kettő Felső-Ausztriában).

## Története
A város területén 600 körül bajorok telepedtek meg a 6. században, de azt 700 körül az avarok elpusztították. Sankt Valentin neve és temploma először az erlai kolostor 1050-es alapítólevelében szerepel. Temploma valószínűleg jóval régebbi, mert falába római sírköveket is beleépítettek. A település 1683-ban és 1736-ban leégett.
St. Valentint 1858-ban kapcsolták be a vasúti hálózatba, a Bécs-Salzburg közötti Westbahn megépítésével.
Az Anschluss után, 1939-ben megalapították St. Valentinben a Nibelungwerk harckocsigyártó üzemet. A Harmadik Birodalom közepes tankjainak (Pz IV) kb. fele itt készült. 1944 augusztusától mintegy 10 ezer mauthauseni foglyot is itt dolgoztattak. Ettől az évtől a szövetségesek rendszeresen bombázták az üzemet és a várost. 1945. május 7-én az amerikaiak  vonultak be a városba, a következő napon átadták azt a szovjeteknek, miután az Ennstől keletre a szovjet megszállási zóna kezdődött. A polgári lakosság jelentős része az Enns-híd lezárása előtt az amerikai zónába menekült.
1955 után Steyr traktorgyár létesült a településen, amelyet 1983-ban városi rangra emeltek. 2006 óta St. Valetinben található a mezőgazdasági gépeket gyártó, amerikai Case IH európai központja.

## Lakosság
A Sankt Valentin-i önkormányzat területén 2023 januárjában 9374 fő élt. A lakosságszám 1890 óta gyarapodó tendenciát mutat. 2020-ban az ittlakók 91,9%-a volt osztrák állampolgár; a külföldiek közül 1,3% a régi (2004 előtti), 3,2% az új EU-tagállamokból érkezett. 2,1% az egykori Jugoszlávia (Szlovénia és Horvátország nélkül) vagy Törökország, 1,6% egyéb országok polgára volt. 2001-ben a lakosok 85,6%-a római katolikusnak, 1,2% evangélikusnak, 1,5% mohamedánnak, 9,1% pedig felekezeten kívülinek vallotta magát. Ugyanekkor 35 magyar élt a városban; a legnagyobb nemzetiségi csoportot a németeken kívül (96,3%) a horvátok alkották 0,8%-kal.
A népesség változása:

| 2016 | 9 252 |
| 2018 | 9 340 |

## Látnivalók
- a Szt. Bálint-plébániatemplom
- a remsi Mária Magdolna-templom
- a hofkircheni Szt. András-templom
- a helytörténeti múzeum

## Testvértelepülések
- Saint-Valentin (Franciaország)
- Pelhřimov (Csehország)
- Mimaszaka (Japán)

## Fordítás
- Ez a szócikk részben vagy egészben  a   St. Valentin (Niederösterreich) című német Wikipédia-szócikk ezen változatának fordításán alapul.  Az eredeti cikk szerkesztőit annak laptörténete sorolja fel. Ez a jelzés csupán a megfogalmazás eredetét és a szerzői jogokat jelzi, nem szolgál a cikkben szereplő információk forrásmegjelöléseként.